# Adolf Furtwängler
Pour les articles homonymes, voir Furtwängler.
Adolf Furtwängler, né le 30 juin 1853 à Fribourg-en-Brisgau, et mort le 10 octobre 1907 à Athènes, est un archéologue et historien de l'art allemand.
Il est père du chef d'orchestre Wilhelm Furtwängler et cousin du mathématicien Philipp Furtwängler.

## Biographie
Né à Fribourg-en-Brisgau, Furtwängler y fait d'abord ses études. Il les poursuit à Leipzig et Munich, où il devient l'élève d'Heinrich Brunn, dont il développe la méthode de critique comparative. Il prend part à la campagne de fouilles menée en 1878 par l'Institut archéologique allemand à Olympie. En 1880, il prend un poste d'assistant au musée de Berlin. Quatre ans plus tard, il obtient une chaire à Berlin puis Munich. Ses dernières fouilles ont lieu à Égine.

## Œuvre

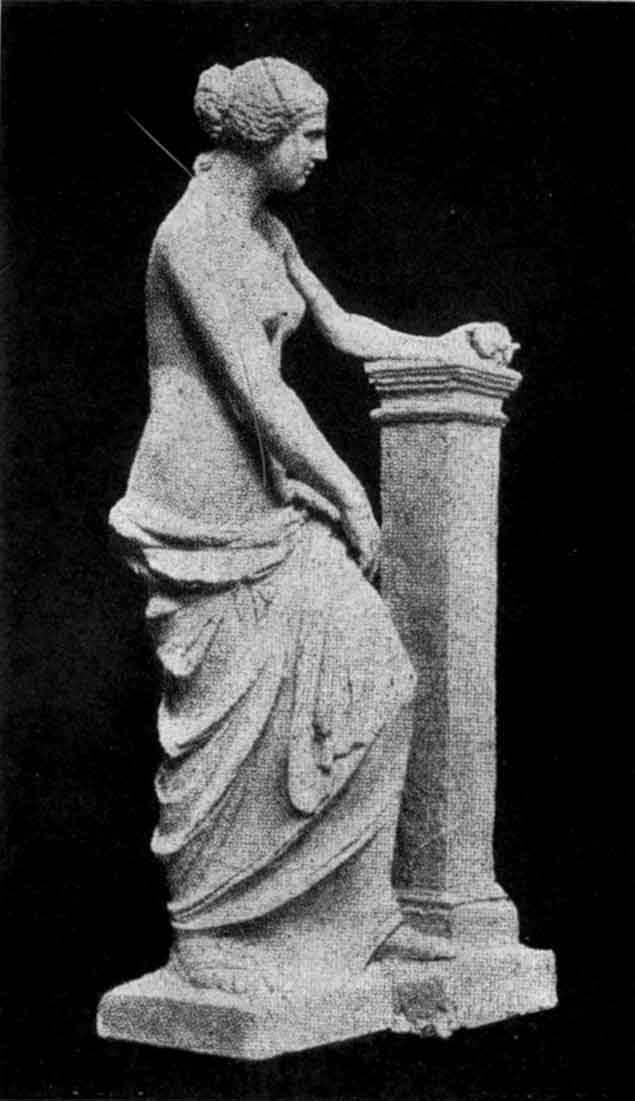
Proposition de restauration de Furtwängler pour la Vénus de Milo.

Furtwängler est l'un des premiers archéologues à avoir reconnu l'intérêt des tessons de céramique en matière de chronologie, alors qu'ils étaient auparavant considérés comme des déchets. Constatant la récurrence d'un même type de poterie dans la même strate, Furtwängler les utilise comme éléments de datation d'un site. Mykenische Vasen (Vases mycéniens), publié conjointement avec Georg Loeschcke en 1891, publication exhaustive des poteries mycéniennes découvertes sur l'île d'Égine, constitue ainsi non seulement une chronologie précieuse mais aussi le premier corpus publié de poteries dans l'histoire de l'archéologie.
Ses reconstitutions de l'Athéna Lemnia de Phidias, en 1891, sont saluées par les spécialistes, avant de susciter la polémique. Elles sont conservées à l'Albertinum de Dresde. Il a aussi travaillé à la reconstitution des frontons du temple d'Aphaïa.
Furtwängler est un auteur prolifique, doué d'une mémoire et de connaissances prodigieuses, ainsi qu'un critique perspicace et sûr, dont les travaux ont longtemps dominé la critique archéologique. Parmi ses principaux travaux, on peut citer un volume sur les bronzes découverts à Olympie, des ouvrages sur la glyptique et la céramique grecques et surtout les Meisterwerke der griechischen Plastik (Chefs-d'œuvre de la sculpture grecque), parus à Berlin et Leipzig en 1893.

## Publications
- avec Georg Loeschcke, Mykenische Thongefäβe. Festschrift zur Feier des fünfzigjährigen Bestehens des Deutschen Archaeologischen Institutes in Rom, Berlin, In Commission bei A. Asher und Co., 1879;
- Beschreibung der Vasensammlung im Antiquarium, 2 vols. Berlin: W. Spemann, 1885; Katalog der Vasensammlung im Berliner Antiquarium, 1885;
- Meisterwerke der griechischen Plastik: kunstgeschichtliche Untersuchungen Leipzig: Giesecke & Devrient, 1893, en anglais, Masterpieces of Greek Sculpture: a Series of Essays on the History of Art, Sellers, Eugénie, traduction. Londres, W. Heinemann, 1895;
- avec Urlichs, H. L. Denkmäler griechischer und römischer Skulptur: im Auftrag des K. Bayer, Staatsministeriums des Innern für kirchen- und schulangelegenheiten, Munich: F. Bruckmann, 1898, en anglais, Greek & Roman Sculpture, Taylor, Horace, traduction Londres : J. M. Dent & Sons Ltd / New York : E. P. Dutton & Company, 1914;
- Die antiken Gemmen: Geschichte der Steinschneidekunst im klassischen Altertum, Berlin: Gesecke & Devrient, 1900;
- avec Karl Reichhold, et Friedrich Hauser, Griechische Vasenmalerei: Auswahl hervorragender Vasenbilder, 3 vols. Munich: F. Bruckmann, 1904, 1909, et 1932 (seul le premier volume est de Furtwängler);
- Die Aegineten der Glyptothek König Ludwigs I: nach den Resultaten der neuen bayerischen Ausgrabung, Munich: In Kommission bei A. Buchholz, 1906;
- "Heinrich von Brunn" in, Geist und Gestalt: Biographische Beiträge zur Geschichte der bayerischen Akademie der Wissenschaften vornehmlich im zweiten Jahrhundert ihres Bestehens, vol. 1, Munich: Beck, 1959.